# Dornier Do A
Dornier Do A – niemiecka łódź latająca budowana w latach 1921-1929. Zwano ją "Libelle". Montowano ją w dwóch wersjach: "Libelle I" oraz "Libelle II". Doskonale nadawała się do lotów na krótkich dystansach między wyspami. Dzięki niedużym wymiarom mogła startować z niewielkich jezior i rzek.
W 2007 roku powrócono do koncepcji "Libelle", gdy zbudowano model Dornier S-Ray 007.